# Galtjärnen (Idre socken, Dalarna)
Galtjärnen är en sjö i Älvdalens kommun i Dalarna och ingår i Dalälvens huvudavrinningsområde.